# Quercus laurifolia
Quercus laurifolia, és una espècie del gènere Quercus dins de la família de les fagàcies. Està classificada en la secció dels roures vermells d'Amèrica del Nord, Centreamèrica i el nord d'Amèrica del Sud que tenen els estils llargs, les glans maduren en 18 mesos i tenen un sabor molt amarg. Les fulles solen tenir lòbuls amb les puntes afilades, amb truges o amb pues en el lòbul.

## Distribució i hàbitat
És originària del sud-est dels Estats Units, des de la costa de Virgínia amb el centre de la Florida i de l'oest a sud-est de Texas.

## Descripció
Quercus laurifolia és un arbre que assoleix una grandària de 20-25 m (rarament arriba a 40 m d'altura), amb una gran corona circular. Les fulles són amples lanceolades, de 3-12 cm de llarg i 1.5 a 4.5 cm d'ample, i sense lòbuls (molt rarament amb tres lòbuls) amb un marge sencer i una punta de truges; que solen caure just quan les noves fulles comencen a emergir en la primavera. Les glans, suportats en una copa poc profunda, són semiesfèriques, de 9-12 mm de llarg, verds, madurant a marró negrós al voltant de 18 mesos després de la pol·linització. Malgrat el seu amargor, són menjades per cérvols, esquirols i ocells.
Les plàntules mostren embrió en latència i germinen en la primavera següent després de la maduració ja caigudes; amb una germinació per hipogeu.
Quercus laurifolia creix ràpidament i en general arriba a uns 50 anys que ha portat a la seva àmplia utilització com a planta ornamental. És seu dels insectes que s'alimenten dels roures, però no té els problemes d'insectes greus. Diverses espècies de corcs Curculio infesten les glans.
El botànic C.J.Burke (1961, 1963) va suggerir que és un híbrid d'origen després d'haver estat derivat de Quercus phellos i Quercus nigra; que no es troben fora dels hàbitats de les dues espècies parentals suposats. Aquesta conclusió es basa en un índex de la fulla en forma de plàntules crescudes a partir de glans. No obstant això, aquesta teoria no ha aconseguit un ampli suport, amb autors actuals que accepten Quercus laurifolia com una espècie diferent (per exemple,en la flora d'Amèrica del Nord).
Híbrids coneguts amb Quercus laurifolia com un dels pares estan amb Q. falcata (Q × beaumontiana Sarg.), Q. incana (Q. × atlantica Ashe), i Q. marilandica (Q. × diversiloba Tharp ex A. Camus).

## Sòls i clima
Quercus laurifolia es troba sobretot en al·luvials planícies d'inundació, des del nivell del mar fins als 150 m d'altitud. Tolera els llocs més humits, en associació amb altres espècies de roure, però no viurà amb contínua o perllongada inundació. Es troba amb major freqüència cada vegada major en el sòl de sorra prop dels rius i en les ribes dels pantans si no s'inunda amb massa freqüència. Quercus laurifolia creix a Florida central i en els pujols de sorra adjacents als pantans en l'oest de la Florida.
Necessita entre un any 1250-1500 mm de pluja. Des de 500-1000 mm (20-39 polzades) d'aquest es rep durant la temporada de creixement, d'abril a setembre.

## Usos
Es conrea i es comercialitza principalment com a fusta per a polpa. És comunament usat com un arbre ornamental en jardineria a causa del seu ràpid creixement i aparença agradable; es planta amb poca consideració al tipus de sòl. Les gles serveixen d'aliment als ossos rentadors, Cérvol de Virgínia, galls dindis salvatges, esquirols, ànecs, guatlles, i petites aus i rosegadors.

## Taxonomia
Quercus laurifolia va ser descrita per André Michaux i publicat a Histoire donis Chênes de l'Amérique no. 10, pl. 17. 1801.
Etimologia
Quercus: nom genèric del llatí que designava igualment al roure i a l'alzina.
laurifolia: epítet llatí que significa "com a fulles de llorer".
Sinonímia

- Quercus aquatica var. laurifolia (Michx.) A.dc.
- Quercus obtusa (Willd.) Ashe
- Quercus obtusa Sarg.
- Quercus obtusa (Willd.) Pursh
- Quercus obtusa var. obovatifolia (Sarg.) Ashe
- Quercus phellos var. laurifolia (Michx.) Chapm.
- Quercus rhombica Sarg.
- Quercus rhombica var. obovatifolia Sarg.
- Quercus uliginosa var. laurifolia (Michx.) Zabel[2][3]